# GIGA Informationszentrum

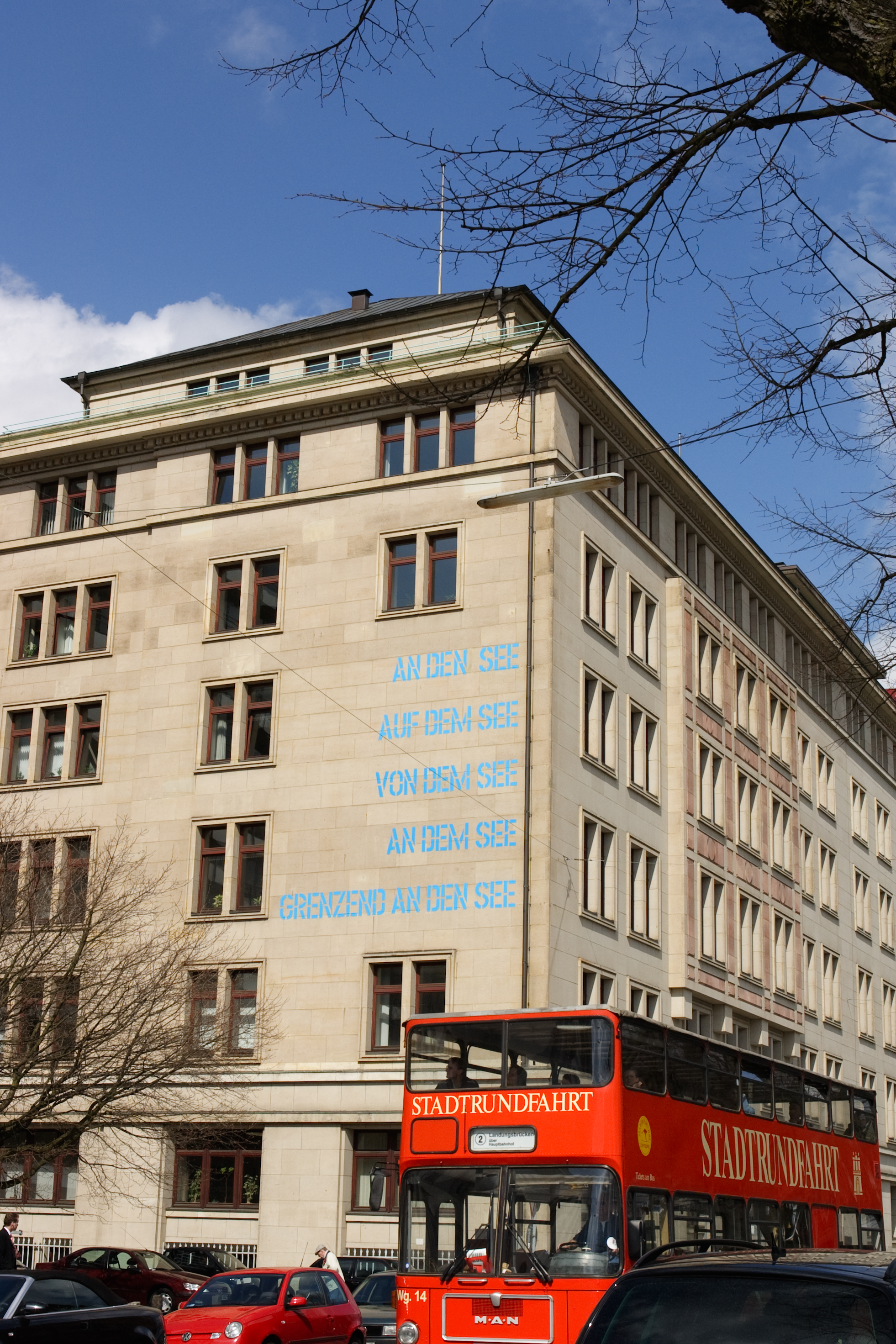
Sitz des GIGA in Hamburg am Neuen Jungfernstieg mit Fassadentext von Lawrence Weiner

Das GIGA Informationszentrum ist die deutschlandweit größte Spezialbibliothek für Regionalwissenschaften (Area Studies) und vergleichende Regionalwissenschaften (Comparative Area Studies). Die vier regionalen Fachbibliotheken sammeln Literatur zu wirtschaftlichen, politischen und gesellschaftlichen Entwicklungen in Afrika, Asien, Lateinamerika und Nahost, Regionen-vergleichende Literatur sowie Literatur zu Theorie und Methoden der Sozialwissenschaften. Die Fachbibliotheken Afrika, Lateinamerika und Nahost befinden sich am Neuen Jungfernstieg, die Fachbibliothek Asien in der Rothenbaumchaussee.

## Auftrag
Das Zentrum beschafft, erschließt und archiviert Literatur und Fachinformationen aus den Bereichen Sozialwissenschaften, Politikwissenschaften und Wirtschaftswissenschaften. Auftrag ist die Informationsversorgung der Wissenschaftler des German Institute for Global and Area Studies. Darüber hinaus werden die Bestände der Öffentlichkeit zur Nutzung zur Verfügung gestellt.

## Bibliotheksbestand
Der Bestand umfasst circa 200.000 Medieneinheiten (Monographien, Zeitschriften, Jahrbücher) (Stand 2019). Es stehen insgesamt ca. 9.950 lizenzierte Zeitschriften, davon 5.988 mit aktuellen Jahrgängen sowie 488 gedruckte Zeitschriften zur Verfügung. Über den Online-Katalog des IZ erhalten Nutzer Zugriff auf ca. 99.000 (Stand Dezember 2015) im Internet publizierte, frei verfügbare Volltexte.

## Katalog und Recherche
Über die Katalogisierung des Bestandes hinaus werden Bücher, Aufsätze, Arbeitspapiere und elektronische Quellen inhaltlich erschlossen, d. h. mit Schlagworten (Deskriptoren) versehen. Grundlage für die inhaltliche Erschließung ist der Europäische Thesaurus Internationale Beziehungen und Länderkunde, der unter Beteiligung des IZ kooperativ erstellt und gepflegt wird. Der Bestand des IZ ist über einem Online-Katalog recherchierbar.

## Dienstleistungen
Das IZ ist öffentlich zugänglich. Bücher können in einer erweiterten Wochenendausleihe freitags bis dienstags entliehen werden. Das IZ stellt den Bestand über das Fernleihsystem der deutschen Bibliotheken auch überregional zur Verfügung. Die Formaldaten sowie ein Teil der Daten der inhaltlichen Erschließung des Bestandes können im Online-Katalog, im Portal Ireon sowie in den Virtuellen Fachbibliotheken CrossAsia, MENALIB und ilissafrica recherchiert werden. Seit Juli 2013 sind die Bestände über den Verbundkatalog des Südwestdeutschen Bibliotheksverbundes (SWB) recherchierbar und stehen somit wieder für die Fernleihe zur Verfügung.
Als Dienstleistungseinrichtung für die Wissenschaftler am GIGA werden durch das IZ Dienstleistungen in den Bereichen Informationsversorgung, Forschungsdatenmanagement, der Vermittlung von Informationskompetenz sowie Open Access erbracht.

## Projekte (Auszug)
- DFG, Förderung herausragender Forschungsbibliotheken: „Profilschärfung der GIGA Forschungsbibliothek durch Aus- und Aufbau der Ressourcen und Dienstleistungen im Bereich „Area and Comparative Area Studies“ mit besonderem Fokus auf „Regionale Führungsmächte““: Der Hauptfokus des Projektes liegt auf der Arrondierung des Bestandes[9]. (bis 2014)
- IberoDigital 1974–1998, Digitalisierung der durch das Institut für Iberoamerika-Kunde (IIK) in Hamburg, jetzt GIGA-Institut für Lateinamerika-Studien (ILAS) herausgegebenen Pressespiegel „Spiegel der lateinamerikanischen Presse – Boletin de Prensa Latinoamericana“, im Rahmen von cibera sowie Relaunch (2012)[10]
- DFG, Virtuelle Fachbibliotheken: „Aufbau einer Virtuellen Fachbibliothek ilissAfrica …“[11] (bis 2010)
- DFG, Virtuelle Fachbibliotheken: cibera: Virtuelle Fachbibliothek Ibero-Amerika/Spanien/Portugal[12] (PDF; 238 kB)

## Kooperationen (Auszug)
- Ibero-Amerikanisches Institut Preußischer Kulturbesitz (IAI): Aufbau und Betrieb von cibera: Virtuelle Fachbibliothek Ibero-Amerika/Spanien/Portugal
- Staats- und Universitätsbibliothek Hamburg: Cibera – Virtuelle Fachbibliothek Ibero-Amerika/Spanien/Portugal, LOTSE (Politikwissenschaften)[13]
- Universitätsbibliothek Johann Christian Senckenberg: Aufbau und Betrieb der Virtuellen Fachbibliothek ilissAfrica
- Staatsbibliothek zu Berlin – Preußischer Kulturbesitz: Virtuelle Fachbibliothek Ost- und Südostasien – CrossAsia (auch xAsia), Zeitschriftendatenbank
- Universitäts- und Landesbibliothek Sachsen-Anhalt: MENALIB – Middle East Virtual Library/Virtuelle Fachbibliothek Vorderer Orient[14].
- Universitätsbibliothek Regensburg: Datenbank-Infosystem (DBIS)

## Fachinformationsverbund Internationale Beziehungen und Länderkunde FIV-IBLK
Der FIV ist ein in Deutschland einmaliges, mit Bundesmitteln gefördertes Kooperationsmodell für den arbeitsteiligen Aufbau einer wissenschaftlichen Datenbank World Affairs Online WAO.
Gemeinsam mit neun weiteren deutschen Institutionen erschließt das IZ Literatur in der gemeinsamen Datenbank WAO. Beteiligte Institutionen, mit denen das IZ dabei kooperiert:
- Bonn International Center for Conversion
- Deutsch-Französisches Institut
- Deutsche Gesellschaft für Auswärtige Politik (DGAP)
- Deutsches Institut für Entwicklungspolitik
- Leibniz-Institut Hessische Stiftung Friedens- und Konfliktforschung
- Institut für Auslandsbeziehungen
- Institut für Friedensforschung und Sicherheitspolitik
- Leibniz-Institut für Ost- und Südosteuropaforschung
- Stiftung Wissenschaft und Politik (SWP)